# خانه فتح‌اله‌اف
خانه فتح‌اله‌اف مربوط به اواخر دوره قاجار است و در تبریز، خیابان امام خمینی، ضلع شمالی ارگ علیشاه واقع شده و این اثر در تاریخ ۲۵ آبان ۱۳۸۴ با شمارهٔ ثبت ۱۳۸۴۲ به‌عنوان یکی از آثار ملی ایران به ثبت رسیده است.